# Nöjesförbudet
Nöjesförbudet var ett förbud mot offentliga nöjesetablissemang som biografer och danslokaler samt affärer och restauranger att hålla öppet på långfredagen.

## I Sverige
Förbudet var lagstadgat i Sverige sedan 1786 men avskaffades 1969.